# Планета Ка-Пэкс
Плане́та Ка-Пэ́кс (англ. K-PAX) — американский художественный фильм в жанре психологической драмы, поставленный режиссёром Иэном Софтли по мотивам одноименного романа Джина Брюэра, вышедшего шестью годами ранее.
Съёмки фильма начались 13 ноября 2000 года, а завершились 9 марта 2001 года. Премьера фильма состоялась на закрытом показе Лондонского фестиваля. В кинотеатрах США фильм вышел в широкий прокат 22 октября 2001 года. Фильм собрал в мировом прокате 65 001 485 долларов, из них 77,4 % в США (50 315 140 долларов).

## Сюжет
Прот (стилизовано под минускул) — человек-загадка. В один солнечный день он просто появляется на вокзале, как будто возникнув из воздуха. У него нет документов, а на вопрос, откуда он, он спокойно отвечает, что прибыл с планеты Ка-Пэкс, вращающейся вокруг двойной звезды в созвездии Лиры. Полиция задерживает странного мужчину.
Марк Пауэлл заведует отделом клинической психиатрии в Психиатрическом институте Манхэттена. Именно к нему попадает Прот после того, как в течение месяца специалисты не смогли поставить ему диагноз. Марк успешно лечит своих пациентов. Для него работа в институте скорее рутина, поэтому на своего нового пациента он смотрит с профессиональной мягкостью психиатра: мало ли «пришельцев» среди больных.
Но скоро его новый пациент даёт повод изменить своё мнение. Прот доброжелателен и спокоен, всегда уверен в себе, как будто точно знает, что и почему делает. Он осознаёт, что его считают сумасшедшим, понимает, что Пауэлл — его лечащий врач. Он «позволяет» ему себя лечить. Более того, он оказывает заметное и очень позитивное влияние на состояние других пациентов, помогая некоторым из них выздороветь.
Вместе с тем Прот спокойно и убеждённо продолжает утверждать, что он — капэксианин. Почему же он тогда так похож на человека? «А на кого же ещё мне быть похожим? Вы ведь тоже надеваете одежду, когда на улице идёт дождь. А я не могу жить на Земле в теле, которое дышит не кислородом». На любой вопрос Прот готов дать разумный и логичный ответ. Дело доходит до того, что Марк начинает сомневаться в своей компетентности. У психических болезней есть свои симптомы, но у Прота симптомов нет. Неужели он говорит правду?!
Марк впечатлён и обескуражен, ему нравится беседовать с Протом. Сам не замечая того, он привязывается к своему необыкновенному пациенту. Теперь даже в свободное время он стремится раскрыть его загадку. Прот демонстрирует недюжинные профессиональные познания в астрономии. Зять Марка, астрофизик, по просьбе шурина организует встречу Прота с несколькими именитыми учёными, которые оказываются поражены точностью его ответов, особенно расчётом физически абсолютно корректной траектории планеты Ка-Пэкс в его родной двойной системе, ведь сама возможность наличия там планет была совсем недавно открыта одним из них и эта информация ещё не была опубликована и известна буквально двум-трём астрономам во всём мире.
Тогда Марк решает собраться и методично изучить всё, что известно о его пациенте. Применив к Проту метод глубокого гипноза, он находит в его сознании некую зацепку: подавленные воспоминания, которые явно принадлежат землянину. В путаных обрывках удаётся найти лишь несколько указаний на его прошлую жизнь. Этого достаточно, чтобы установить настоящее имя Прота — Роберт Портер, профессиональный забойщик скота в Нью-Мексико. Его судьба оказывается трагичной: освободившийся из тюрьмы бродяга Уолкер изнасиловал его жену, а затем убил её вместе с маленькой дочерью. Вернувшийся с работы Портер, застав преступника в своём доме, свернул ему шею, после чего бросился в воды близлежащей реки, намереваясь таким образом покончить с собой. Но тело Портера так и не было обнаружено, что позволило Марку считать Прота тем самым Портером.
Прот сразу поставил Марка в известность, что 27 июля, «в 5:51 утра по восточному времени», он должен будет покинуть Землю. Теперь Пауэлл выясняет, что в этот день исполнится ровно 5 лет со дня трагедии Портера. Пациенты клиники тоже ждут этого дня. Почти все они очень хотят на Ка-Пэкс, но Прот совершенно серьёзно предупредил, что сможет взять с собой лишь одного человека.
В назначенный день Прот, вероятно, действительно отбывает домой, оставив в клинике тело Роберта Портера, пребывающего в кататонии. Одновременно с этим из клиники исчезает немая пациентка Бесс. Остальные пациенты единодушно приходят к выводу, что именно она была выбрана Протом и отправилась с ним на Ка-Пэкс.

## В ролях
| Актёр              | Роль                                                                                  |
| ------------------ | ------------------------------------------------------------------------------------- |
| Джефф Бриджес      | Марк Пауэлл врач-психиатр, зав. отделением Манхэттенского психиатрического центра     |
| Кевин Спейси       | Роберт Портер / Прот пришелец с планеты Ка-Пэкс                                       |
| Мэри МакКормак     | Рэйчел Пауэлл                                                                         |
| Элфри Вудард       | Клаудия Вилларс руководитель Манхэттенского психиатрического центра, начальница Марка |
| Сол Уильямс        | Эрни                                                                                  |
| Дэвид Патрик Келли | Хоуи пациент                                                                          |
| Питер Джерети      | Сэл                                                                                   |
| Селия Уэстон       | Дорис Арчер пациентка                                                                 |
| Мелани Мюррей      | Бесс пациентка                                                                        |

## Производство фильма
Роль Прота была изначально предложена Уиллу Смиту, а Кевину Спейси предназначалась роль доктора Пауэлла. Однако Спейси гораздо больше привлекала роль Прота, и студия пошла ему навстречу, а роль психиатра досталась Джеффу Бриджесу.

## Награды и номинации
За роль Прота Кевин Спейси был выдвинут на премию «Сатурн» в номинации «Лучший актёр», однако уступил награду Джонни Деппу, исполнившему главную роль в фильме «Из ада».

## Критика
В сентябре 2001 года Джину Брюеру и создателям фильма «Планета Ка-Пэкс» был выдвинут официальный иск с жалобой на плагиат аргентинского фильма «Мужчина, глядящий на юго-восток». Хотя иск был позже отозван, это событие подвигло писателя задуматься об истоках идеи его книги и фильма по ней. В результате в его мемуары Creating K-PAX or Are You Sure You Want to Be a Writer? были включены отрывки книги, которые ранее не публиковались.